# Murchisonia (dieren)
Murchisonia is een geslacht van uitgestorven Gastropoda, dat leefde van het Siluur tot het Perm.

## Beschrijving
Deze buikpotige had een hooggewonden schaal met ronde tot hoekige windingen. Op de schaal waren groeistrepen aanwezig. De buitenlip had een groeve. De hoogte van de schaal bedroeg circa 2,5 tot vijf centimeter.

## Soorten
- M. aciculata † Hall 1860
- M. akidota † Linsley 1968
- M. allevata † Perner 1907
- M. anderdoniae † Linsley 1968
- M. tricarinata † Sherzer & Grabau 1910
- M. anglica † d'Orbigny 1850
- M. angulata † von Schlotheim 1820
- M. angustetaeniata † Paeckelmann 1922
- M. archiaci † Paeckelmann 1922
- M. arctica † Tolmachoff 1930
- M. auctor † Mawson et al. 2002
- M. basalestriata † Heidelberger 2001
- M. bassensis † Tassell 1978
- M. bilineata † Dechen 1832
- M. brevis † Roemer 1856
- M. cambria † Donald 1905
- M. cicela † Billings 1865
- M. concave † Spitz 1907
- M. conradi † Hall 1868
- M. convexa † Spitz 1907
- M. declivisdiot † Perner 1903
- M. deflexa † Lindström 1884
- M. defrancei † d'Archiac & de Verneuil 1842
- M. delagei † Munier-Chalmas 1876
- M. deludisubzona † Linsley 1968
- M. dornapica † Heidelberger & Amler 2002
- M. dowlingii † Whiteaves 1892
- M. dublinensis † Stauffer 1909
- M. dudleyensis † Donald 1902
- M. eichwaldi † Koken 1889
- M. elegans † Sollas 1879
- M. fornicata † Spitz 1907
- M. fusiformis † Phillips 1836
- M. humboldtiana † de Koninck 1844
- M. josepha † Goldfuss 1844
- M. gourvenneci † Blodgett at al. 2003
- M. gracilicrista † Linsley 1968
- M. gracilis † Goldfuss 1844
- M. gubleri † Delpey 1941
- M. hebe † Billings 1874
- M. hercynica † Römer 1843
- M. holynensis † Fryda & Manda 1997
- M. infrequens † Billings 1859
- M. intercedens † Hall 1879
- M. intermedia † Stauffer 1909
- M. jackjelli † Cook 1997
- M. kanekoi † Kase & Nishida 1986
- M. kirchnera † Heidelberger 2001
- M. laphami † Hall 1860
- M. lawlessi † Cook & Camilleri 1997
- M. leda † Hall 1861
- M. liufengshanensis † Cook & Pan 2004
- M. lochkoviensis † Fryda & Manda 1997
- M. lohrheimi † Heidelberger 2001
- M. margaritata † Lotz 1900
- M. megathanae † Blodgett & Johnson 1992
- M. micula † Miller 1877
- M. minuta † Grabau & Sherzer 1910
- M. mylitta † Billings 1865
- M. nerinea † Sandberger & Sandberger 1855
- M. obesa † Whidborne 1892
- M. obtusangula † Lindström 1884
- M. oegensis † Heidelberger & Koch 2005
- M. oehlerti † Blodhett et al. 1999
- M. ordovicia † Yü 1961
- M. padangensis † Fliegel 1901
- M. paeckelmanni † Heidelberger & Koch 2005
- M. pagodeformis † Kirchner 1915
- M. petila † Hall & Whitfield 1872
- M. placida † Billings 1865
- M. plumleyi † Blodgett 1992
- M. pragensis † Fryda & Manda 1997
- M. pritchardi † Etheridge jr. 1898
- M. pygmaea † Rowley 1895
- M. reverdyi † Oehlert 1877
- M. sandbergeri † Paeckelmann 1922
- M. sandbergi † Paeckelmann 1922
- M. selenalta † Heidelberger 2001
- M. sibleyensis † Linsley 1968
- M. similis † Trenkner 1868
- M. sosiensis † Gemmellaro 1889
- M. sphaerulata † Donald 1887
- M. steltenbergensis † Heidelberger & Koch 2005
- M. subangulata † de Verneuil 1845
- M. subcarinata † Sherzer & Grabau 1910
- M. subornata † de Koninck 1883
- M. taltiensis † Tschernischeff 1893
- M. tenuissima † Donald 1887
- M. tillesae † Blodgett & Johnson 1992
- M. tricincta † d'Archiac & de Verneuil 1842
- M. trilineata † Sandberger & Sandberger 1854
- M. turbinata † Bronn 1856
- M. turriformis † Grünberg 1927
- M. turris † de Koninck 1876
- M. vicariana † Whidborne 1892
- M. vincta † Hall 1856
- M. wandovalensis † Cook & Camilleri 1997
- M. xanthippe † Billings 1865
- M. zimmermanni † Heidelberger & Koch 2005